# Ремедж, Питер
Питер Иэн Ремедж (англ. Peter Iain Ramage; 22 ноября 1983, Эшингтон, Англия) — английский футболист, имеющий шотландское гражданство, тренер.

## Карьера
Ремедж родился в Уитли Бэй, Норт-Тайнсайд, сын Иэна Ремеджа, бывшего полупрофессионального игрока в регби и международного рефери регбийного союза Англии, который был представителем Шотландии на чемпионате мира 2003 года. Рэмедж вырос в Берик-апон-Туид, Англия, но переехал в район Ньюкасла в возрасте двенадцати лет и посещал среднюю школу Велли Гарденс и Среднюю школу Уитли-Бей. Будучи подростком, он играл за «Крамингтон Джуниорс», местным мальчишеским клубом, а затем присоединился к академии «Ньюкасл Юнайтед», играя вместе со своим одноклассником Стивеном Тейлором..